# Mouronho
Mouronho is een plaats (freguesia) in de Portugese gemeente Tábua en telt 984 inwoners (2001).